# Lorenzo Sacconi
Lorenzo Sacconi (Milano, 28 agosto 1956) è un economista e filosofo italiano, professore all'Università degli Studi di Milano dal 2018, è noto per i suoi studi sul Governo d'impresa.

## Biografia
Sacconi ha studiato Filosofia all'Università di Pisa, laureandosi nel 1984 con una tesi sulla teoria generale del comportamento razionale di John Harsanyi supervisionata da Remo Bodei. Si è poi specializzato in etica degli affari, approfondendo i collegamenti tra etica, economia, e diritto.
Tra il 1985 e il 1991 ha coordinato il "seminario permanente in filosofia, economia e teoria politica" di Politeia, Centro di ricerca e formazione in etica e politica, di cui ha diretto la sezione di etica degli affari. Nel 1988 è stato presidente del network italiano di Etica degli affari, aderente al neonato European Business Ethics Network.
Tra il 1992 e il 1996 ha guidato il Centro per l'etica degli affari, delle professioni e della politica (Katallattein) presso l'Università Vita-Salute San Raffaele di Milano.
Tra il 1990 e il 2004, ha ricoperto incarichi di professore a contratto in diversi atenei, insegnando in ambiti economici e filosofici all'Università di Trento (1999-2001), IUSS di Pavia (2013-2014), Università Cattaneo-LIUC di Castellanza (1996-2000), Università Bocconi di Milano (1990-1998), Università del Piemonte Orientale (1995-1996, 1999-2000) e Università di Pavia (1986-1990).
Da settembre 2017 è membro del comitato promotore del "Forum sulle Disuguaglianze e le Diversità" che riunisce studiosi delle diseguaglianze di diverse università e associazioni del terzo settore. Tra il 2008 e il 2018 è stato professore ordinario all'Università di Trento. Dal 2018 è professore ordinario di politica economica presso l'Università di Milano. Da maggio 2019 a ottobre 2024 è stato coordinatore dell'"International PhD program in Law, Ethics and Economics for Sustainability", presso l'Università di Milano.

## Opere (parziale)
- Etica degli affari (1991)
- Economia etica e organizzazione (1997)
- The social contract of the firm (2000)
- Guida critica alla responsabilità sociale e al governo di impresa (2005)
- Corporate social responsibility and corporate governance, the contribution of economic theory and related disciplines (2011)
- Social capital, corporate social responsibility, economic behavior and performance (2011)
- Beni comuni e cooperazione (2015)